# シンフロ
「シンフロ」は、大分県が2015年10月5日に公開した大分県内の温泉のPR動画、テレビCMである。
2016年10月3日には第2弾としてUターン促進のPR動画、テレビCM「ゆけ、シンフロ部!」が、2017年7月3日には第3弾として世界水泳選手権の日本代表を応援する特別篇が公開されている。

## 概要
2015年に公開されたPR動画・テレビCM「シンフロ」は、温泉でシンクロナイズドスイミングをするという奇抜な内容で大きな反響を呼んだ。そこで、2016年に、「おおいた県Uターン促進ムービー」として、設定を女子高生の部活動に置き換えた「ゆけ、シンフロ部!」が作成され、テレビCMの放映と、短編動画のインターネット配信が行われることとなった。また、2017年7月には世界水泳選手権のシンクロ日本代表を応援する特別篇が公開された。

## シンフロ
シンクロナイズドスイミングのチームが、大分県各地の温泉で演技を行う短編動画である。2015年10月5日に「おんせん県おおいた新フロジェクト」として公開された。
再生回数は、公開から5日間で50万回に上り、公開から2ヶ月足らずで100万回を突破した。2016年9月現在では、130万回以上再生されている。
2016年1月10日には、世界の果てまでイッテQ!で、女芸人が「シンフロ」を行う企画が放送された。
2016年3月14日には、海外向けに観光地や食の案内を加えるなどのアレンジをし、英語、タイ語、韓国語、中国語（普通話）、広東語、台湾語に吹き替えた動画が公開された。
2016年6月には、ギャラクシー賞CM部門選奨を受賞した。
企画は、西広クリエイティブ 福嶋毅、久冨和寿。監督は、山本ヨシヒコ。

### 出演
藤井来夏が主宰するライカエンターテイメント所属のメンバーが出演。振り付けは、振付稼業air:manが担当。

### 音楽
清川進也が音楽監督を務めている。BGMには大分県出身の作曲家瀧廉太郎の代表曲「花」を清川がアレンジしたものが使われている。

### ロケ地
- 筌の口温泉 旅館新清館（大分県玖珠郡九重町）
- 別府明礬温泉 岡本屋旅館（大分県別府市）
- 観海寺温泉 いちのいで会館（大分県別府市）
- 天ヶ瀬温泉 神田湯（大分県日田市）
- 日の出温泉（大分県別府市）
- 別府温泉 杉乃井ホテル（大分県別府市）
- 九酔渓温泉 渓谷の宿 二匹の鬼（大分県玖珠郡九重町）
- 別府海浜砂湯（大分県別府市）
- ひょうたん温泉（大分県別府市）
- 別府温泉保養ランド（大分県別府市）
- 由布院温泉 庄屋の館（大分県由布市）[14]

### 制作スタッフ
•企画制作：西広＋CS西広＋T&E＋invisible designs lab.
•CD＋企画：福嶋毅
•C＋企画：久冨和寿
•企画：福嶋毅、久冨和寿、緒方徹
•AE：井上優

MOVIE
•PR：大石政治
•PM：川上理、吉崎奨、大隈章由、橘潤樹、小田桐浩希、手島麻陽、亀井晴日、柴田孝徳、深見誠
•演出：山本ヨシヒコ
•音楽演出：清川進也
•撮影：新出一真（シンフロ篇）、伊東竜平（サウンド篇）
•照明：佐藤昭二
•編集：山村祐介（オフライン）、森永哲弘、伊藤圭司、真崎篤史（オンライン）
•CG：雪家総一郎
•音楽制作：清川進也
•MA：松本知久
•振付：振付稼業 air:man
•ST：下村ひろみ
•HM：野村忠司
•出演：RAIKA ENTERTAINMENT

GRAPHIC
•AD＋D：阿部純一
•撮影：佐藤俊彦

Web
•Webデザイン：瀬戸口貴裕、川原小百合
•Webディレクター：出口宣佳
•ME：深田奈緒、工藤暢朗

## ゆけ、シンフロ部!

### あらすじ
大分県の温泉地に住んでいるマユとアリサは、とある温泉でプロのシンフロを目の当たりにし、たちまち魅了されてしまう。そして二人は、「シンフロ部」を立ち上げ、大分県大会で好成績をおさめる。アリサは、卒業後、地元の強豪シンフロチームに入ることを希望。しかし、マユは、東京のデザイン関連の大学に行くこと事を捨てきれず、アリサに言えずにいた。その後ろめたさから次第にアリサとは疎遠になってしまう。そんな時、アリサから電話が来る・・・。

### シンフロ部のメンバー
- マユ：主人公。高校3年生。シンフロ部の競技用の水着をデザインする。 - 堀田真由[15]
- アリサ：主将。高校3年生。 - 松永有紗[16]
- キョウカ：高校2年生。
- リオナ：高校2年生。
- カエデ：高校2年生。眼鏡っ娘。駅で、マユとアリサがシンフロの練習をしていることに興味を持つ。

### 使用された楽曲
- なごり雪
  - 作詞・作曲：伊勢正三
  - 歌：いのうえあい[17]

「なごり雪」は、大分県出身の伊勢正三が津久見駅を思い浮かべて作った曲である[2]。

### ロケ地
説明は、この短編動画内での設定である。
- 筌の口温泉 旅館新清館（大分県玖珠郡九重町）：オープニングとエンディングで使用。
- 筌の口温泉 共同浴場（大分県玖珠郡九重町）：シンフロ部の練習浴場。
- 由布院温泉 庄屋の館（大分県由布市）：平成28年度 第17回大分県高等学校シンフロ大会会場。
- あたみ温泉（大分県大分市）：シンフロ部が部室として間借りしている公衆浴場。
- 旅館アサヒヤ（大分県別府市）
- 藤蔭高等学校（大分県日田市）：5人が通う高校。
- 東別府駅（大分県別府市）：5人が普段利用している駅
- 恒久橋（大分県中津市）
- サガラスポーツ（大分県日田市）[18]

## シンフロ特別篇
2017年世界水泳選手権の日本代表を応援する特別篇で、テレビ朝日と大分県が企画した。小谷実可子、藤井来夏、青木愛、酒井麻里子、三井梨紗子の元オリンピックのアーティスティックスイミング競技日本代表選手5人が、大分県内の9か所の温泉でシンフロを演じている。
2017年7月3日から7月末までの期間限定の公開。7月15日には渋谷スクランブル交差点にある街頭ビジョンでも30回放映される。